# Waverly, Minnesota
Waverly là một thành phố thuộc quận Wright, tiểu bang Minnesota, Hoa Kỳ. Năm 2010, dân số của thành phố này là 1357 người.

## Dân số
- Dân số năm 2000: 732 người.
- Dân số năm 2010: 1357 người.